# 蒂尔河
蒂爾河（法語：Thur，法語發音：[tyʁ]）是法國的河流，位於該國東北部上萊茵省，屬於伊爾河的支流，河道全長53.3公里，流域面積262平方公里，發源自孚日山脈，流經坦恩和塞尔奈，河口處在恩西赛姆，平均流量每秒5.5立方米。

## 外部連結
- http://www.geoportail.fr （页面存档备份，存于）
- Sandre数据库中的蒂爾河